# Harkányi Frigyes
Báró taktaharkányi Harkányi Frigyes (Szeged, 1826. április 6.–Budapest, 1919. szeptember 30.), miniszteri tanácsos, az 1848–49-es forradalom és szabadságharcos nemzetőr, országgyűlési képviselő, a vaskoronarend, a francia becsületrend és az olasz korona-rend lovagja, földbirtokos.

## Élete
A zsidó származású magyarországi főnemesi taktaharkányi báró Harkányi családnak a sarja. Apja, Koppely Fülöp (1801–1873), pesti nagykereskedő, földbirtokos, a Magyar Központi Vasúttársaság igazgatója, anyja, a szintén izraelita nemesi családból való kapriorai Wodianer Karolina (1806–1856) asszony. Apja, koppely Fülöp 1867. február 15-én nemesi címeres levelet kapott I. Ferenc Józseftől, és ezzel együtt nevét Harkányira változtatta. Az adományozásban Koppely Fülöp a "taktaharkányi" nemesi előnevet is megszerezte. Az anyai nagyszülei kapriorai Wodianer Sámuel (1784–1850), pesti nagykereskedő, és Bobelle Zsófia Zsuzsanna voltak. Wodianer Sámuel 1844. július 4-én nemesség és címer adományozásban részesült V. Ferdinánd magyar királytól. Harkányi Frigyes bárónak az anyai nagybátyja idősebb báró kapriorai Wodianer Albert (1818–1898), főrendiházi politikus, nagyiparos, aki 1886. december 1-jén bárói címet szerzett adományban I. Ferenc Józseftől.
Iskoláit és az egyetemet Budapesten végezte. 1847-ben Zárka királyi személynök mellett mint jurátus működött. Az 1848–49-es forradalom és szabadságharcban nemzetőr volt, és a világosi fegyverletétel után külföldre ment. Onnan visszatérve, főképp gazdálkodással foglalkozott, e mellett sok ipari és közgazdasági vállalatban vett részt. A „Budai Takarékpénztár", a „Magyar földhitelintézet" és az „Első magyar biztosító társaság" megalapításában kiválóan tevékeny része volt; e vállalatoknak az igazgatósági tagja is volt. Számos jótékony és kulturális egyletnek és intézetnek alapító, vagy választmányi tagja. Midőn 1867-ben létrejött a kiegyezés és a magyar kormány megalakult, Gorove minisztersége alatt a földművelés-, ipar- és kereskedelemügyi minisztériumban osztálytanácsossá neveztetett ki. 1878-ban miniszteri tanácsos lett. Mint kormánybiztos a párisi világkiállításon kiváló érdemeket szerzett a magyar ipar termékeinek portálásában. Sikeres fáradozása elismeréséül ő Felsége 1879-ben a vaskoronarend II. osztályát adományozta neki, és ugyanakkor a francia becsületrenddel és az olasz korona-renddel is kitüntették. 1870-ben képviselővé választották, és 27 évig megszakítás nélkül tagja volt a képviselőháznak. Mint Pest- és Zemplénmegyék nagybirtokosa, virilis jogon megyei bizottsági tag. A közmunkák tanácsának tagja; az osztrák-magyar államvasút magyar igazgatóságának, a pécs-barcsi vasútnak és az egyesült budapesti fővárosi takarékpénztárnak elnöke.
A király az örökös főrendi tagságot adományozta neki, és egyben neki és fivérének, Harkányi Károly (1832–1901) földbirtokosnak, 1895. október 24-én bárói rangot adományozott. Az 1910-i országgyűlés megnyitásán a főrendiház korelnöki tisztét töltötte be. Az Erzsébet-emlék országos bizottságának a kormány által kinevezett, a pénzügyi bizottság és az országos közlekedési tanács tagja. Harkányi Frigyes báró az 1895-ös gazdacímtár szerint Abonyban 3596 holddal, valamint 113 cseléddel rendelkezett. A Pestmegyei Abonyi Takarékpénztár R. T. Abony 1870-ben jött létre; báró Harkányi Frigyes és Lisó Gyula alapította.

## Házassága és leszármazottjai
Harkányi Frigyes feleségül vette a evangélikus főnemesi báró podmanini és aszódi Podmaniczky családnak a sarját báró aszódi Podmaniczky Zsuzsanna Erzsébet Judit (Pest, 1838. január 24.–Budapest, 1923. szeptember 26.) kisasszonyt, akinek a szülei báró aszódi Podmaniczky János (1780–1883), földbirtokos és hódosi Hódossy Mária (1805–1841) voltak. E házasság hamar zátonyra futott. A fiatalasszony hátrahagyta két fiúgyermekét, és visszaköltözött az Üllői úti Podmaniczky-házba. A különválással 14 éves persorozat kezdődött. Podmaniczky Zsuzsanna bárónő a férjétől elvált, és majd 1873. június 9.-én Budapesten gróf bojári Vigyázó Sándorhoz (1825–1921) ment nőül, aki a földvári és martfűi birtokon gazdálkodott. Gróf Vigyázó Sándorné báró Podmaniczky Zsuzsanna gyermekei a második férjétől gróf bojári Vigyázó Ferenc (1874–1928) magyar politikus, a felsőház tagja, jogi író, és gróf bojári Vigyázó Sándor (1875-1894) voltak. Harkányi Frigyes báró és Podmaniczky Zsuzsanna bárónő frigyéből született:
- báró Harkányi János Albert Fülöp (Pest, 1859. április 6. – Budapest, 1938. november 18.) zempléni földbirtokos, bankár, kereskedelemügyi miniszter, a szabadelvű párti országgyűlési képviselő. 1. felesége: báró taktaharkányi Harkányi Mária (Pest, 1863. február 3.). 2. felesége: verebi Végh Ilona (Budapest, 1873. január 13.–Budapest, 1933. május 24.)
- báró Harkányi György (1861–Budapest, 1941. december 7.), földbirtokos, aki agglegényként hunyt el.[15]